# رومانا هيجدوفا
رومانا هيجدوفا (بالتشيكية: Romana Hejdová)‏ مواليد 9 مايو 1988 في برنو، هي لاعبة كرة سلة تشيكية. تلعب في الدوري الفرنسي لكرة السلة للسيدات. يبلغ طولها 6 قدم 0 بوصة (1.8 م). مثلت منتخب بلادها. شاركت في دورة الألعاب الأولمبية الصيفية سنة 2008.

## سجل المنافسة
شاركت في المنافسات التالية:
- الألعاب الأولمبية الصيفية 2008
- كأس العالم لكرة السلة للسيدات 2014

## روابط خارجية
- رومانا هيجدوفا على موقع الاتحاد الدولي لكرة السلة (الإنجليزية)
- رومانا هيجدوفا على موقع كرة السلة الأوروبية.كوم (الإنجليزية)
- رومانا هيجدوفا على موقع بروبوليرز (الإنجليزية)
- رومانا هيجدوفا على موقع سبورتس رفرنس (الإنجليزية)
- رومانا هيجدوفا على موقع اللجنة الأولمبية الدولية (الإنجليزية)
- رومانا هيجدوفا على موقع أوليمبيديا (الإنجليزية)
- رومانا هيجدوفا على موقع اللجنة الأولمبية التشيكية (التشيكية)